# Förtschwind
Förtschwind ist ein Gemeindeteil der Stadt Höchstadt an der Aisch im Landkreis Erlangen-Höchstadt (Mittelfranken, Bayern). Förtschwind liegt in der Gemarkung Greuth.

## Geografie
Das Dorf liegt mit den nördlich gelegenen Zentbechhofen und Greuth inmitten einer Waldlichtung. Unmittelbar nördlich des Ortes fließt der Haidweihergraben (im Unterlauf Aischgraben genannt), ein linker Zufluss der Aisch. Es mündet dort der Auenbach als rechter Zufluss in den Haidweihergraben. Die Waldgebiete im Südwesten sind Förtschwindig, Angerholz und im Süden Dummertslohe.
Eine Gemeindeverbindungsstraße führt zur Kreisstraße ERH 17 bei Greuth (0,6 km nordöstlich) bzw. nach Lauf (2,8 km südöstlich). Eine weitere Gemeindeverbindungsstraße führt zur ERH 17 (0,7 km nordwestlich) zwischen Zentbechhofen und Greuth.

## Geschichte
Der Ort wurde 1109 im Stiftungsbrief von St. Jakob in Bamberg erstmals urkundlich erwähnt. Aus dem Grundwort des Ortsnamens ist zu schließen, dass es sich um eine Ansiedlung von Wenden handelte. Sie wurde wohl während der fränkischen Staatskolonisation des 9./10. Jahrhunderts planmäßig angelegt. Das Bestimmungswort ist möglicherweise der slawische Personenname Boric, der Mitträger der Kolonisationstätigkeit war. Lehnsherr des Ortes war das Hochstift Würzburg. 1303 wurde der Zehnt an die Ministerialen von Nainsdorf vergeben. Später besaß das Kloster Schlüsselau dort ein Lehen. Das Bamberger Domkapitel besaß einen Gülthof mit einer großen Schäferei, den es 1710 aus dem Besitz des Grafen von Wolffsthal erworben hatte. Der größte Grundherr waren die Herren von Stiebar, die 1738 ihre Rechte an Friedrich Karl von Schönborn für 7602 fl. verkauften.
Gegen Ende des 18. Jahrhunderts gab es in Förtschwind 14 Anwesen. Das Hochgericht übte das bambergische Centamt Bechhofen aus. Die Dorf- und Gemeindeherrschaft hatte die Schönborn’sche Herrschaft Pommersfelden. Grundherren waren das Bamberger Domkapitel (Domdechantei: 2 Halbhöfe, 1 Sölde; Erboblei Ellersdorf: 1 Gut) und die Herrschaft Pommersfelden (4 Güter, 4 Sölden, 2 Tropfhäuser).
Im Rahmen des Gemeindeedikts wurde Förtschwind dem 1808 gebildeten Steuerdistrikt Zentbechhofen zugewiesen. Es gehörte zur 1818 gegründeten Ruralgemeinde Greuth.
Am 1. Januar 1972 wurde Förtschwind im Zuge der Gebietsreform in die Stadt Höchstadt an der Aisch eingegliedert.

### Einwohnerentwicklung
| Jahr      | 001819 | 001861 | 001871 | 001885 | 001900 | 001925 | 001950 | 001961 | 001970 | 001987 |
| Einwohner | 101    | 97     | 88     | 78     | 76     | 87     | 108    | 88     | 102    | 92     |
| Häuser    |        |        |        | 18     | 19     | 15     | 17     | 16     |        | 19     |
| Quelle    | [ 9 ]  | [ 10 ] | [ 11 ] | [ 12 ] | [ 13 ] | [ 14 ] | [ 15 ] | [ 16 ] | [ 17 ] | [ 1 ]  |

## Religion
Der Ort ist römisch-katholisch geprägt und war ursprünglich nach St. Peter und Paul (Schnaid) gepfarrt und ist erst nach Bildung der Pfarrei Zentbechhofen zu dieser gehörig. Die Einwohner evangelisch-lutherischer Konfession sind nach St. Maria und Johannes (Pommersfelden) gepfarrt.